# Silent Hill: Origins
Silent Hill: Origins, chamado no Japão de Silent Hill Zero (サイレントヒル ゼロ, Sairentohiru Zero), é o quinto jogo pertencente a série de survival horror e terror psicológico Silent Hill, lançado no dia 6 de novembro de 2007 nos Estados Unidos. Diferentemente dos outros jogos, produzidos pela Team Silent, este jogo foi desenvolvido e publicado pela Konami e pela Climax Studios para o PlayStation Portable, assim como Silent Hill: Homecoming. Este é o primeiro jogo da série lançado para um portátil, embora foi relançado para o PlayStation 2 algum tempo depois.
Este jogo é baseado antes da história do jogo original, data de sete anos antes, para explicar fatos ainda confusos na série. Após o seu lançamento para o PlayStation Portable, Silent Hill: Origins ainda recebeu uma versão para PlayStation 2, lançada no dia 4 de março de 2008, nos Estados Unidos.

## Jogabilidade
Silent Hill: Origins segue basicamente a mesma fórmula dos jogos anteriores da série. A visão do personagem continua em terceira pessoa com algumas alternâncias de ângulos. Entretanto, ao invés de ter uma opção para mover a câmera ao redor, o jogador agora poderá pressionar apenas um único botão para movê-la para trás de Travis. O jogo também não apresenta nenhum ícone na tela, o que não demonstra estado de saúde ou números de balas, a menos que o jogador abra o inventário. Entretanto, quando o nível de saúde de Travis for crítico, as bordas da tela ficarão vermelhas e um ritmo cardíaco acelerado pode ser ouvido e também pode pegar medicações para Travis melhorar , pegar varias coisas para prosseguir.
Agora, o jogo prevalece o modo de controles 2D, ao contrário dos modos adotados nos títulos anteriores (menos Silent Hill 4). Este sistema de controles foi escolhido para otimizar a jogabilidade num portátil. Novamente a troca de armas poderá ser feita através do direcional digital, visto que novamente o uso das armas também é findável. Ao contrário dos títulos anteriores, Origins fornece um sistema de combates mais aprofundado, mesmo que você ainda possa simplesmente fugir dos monstros. Em toda a cidade, Travis irá encontrar uma série de armas de mão, incluindo: martelos, facas, postes quebrados e até mesmo televisores portáteis. Todas as armas são limitadas (a força que resta à arma é mostrada em diferentes níveis de cores), e algumas armas, tais como TVs portáteis e torradeiras, quebram com apenas um ataque após serem usadas, embora sejam consideradas muito fortes.
O jogo também introduz o sistema de escape, por que alguns inimigos podem agarrar Travis, e certas combinações de botões diferentes fazem com que o jogador se solte. O "Mundo Alternativo", do primeiro, segundo e terceiro jogos, retornou, desta vez, acessível por espelhos encontrados durante todo o jogo. Muitas vezes, as ações realizadas em um mundo surtirão efeito no outro. Por exemplo: uma arma arremessada em uma parte do jogo irá criar um item semelhante quando se estiver no "Mundo Alternativo".

## História
O protagonista de Silent Hill: Origins é Travis Grady, um caminhoneiro aparentemente normal que sofre pelas assombrações de seus pesadelos, cada vez mais comuns para ele. O jogo começa com uma transmissão de rádio entre Travis e um colega, sobre coisas cotidianas, no qual ele comenta que tinha que entregar uma encomenda em Brahms (uma cidade próxima a Silent Hill) e iria pegar um atalho por uma 'tal' de Silent Hill. Enquanto estava dirigindo o seu caminhão à trabalho, perto da cidade de Silent Hill, uma figura de criança aparece de repente na sua frente e ele, assustado, é forçado a parar o caminhão para não colidir. Então, ele desce de seu veículo para investigar o que ocorreu, apenas para descobrir que a figura que havia aparecido na sua frente desapareceu. Enquanto Travis volta para o caminhão, ele nota o reflexo de uma garota se aproximando no espelho da porta, mas quando ele se vira, ela não está mais lá. A enigmática garota aparece na frente do caminhão, mas desaparece na neblina sem dizer uma palavra. Imaginando que essa figura poderia ser da garota que ele provavelmente machucou mais cedo, Travis corre atrás dela e descobre que aquilo não era neblina, era fumaça, ao ver uma casa pegando fogo. Um grito avisa-o que ainda há alguém na casa e, corajosamente, entra nela para tentar salvar quem estava lá. Ele protege uma garotinha do fogo, mas desmaia por causa da fumaça quando chega fora da casa. Um período desconhecido de tempo depois, ele acorda num banco e descobre que está em Silent Hill e decide ir ao hospital local, o Alchemilla Hospital, para tentar encontrar a garotinha que ele tentou resgatar.
O hospital, assim como o resto da cidade, parece estar abandonado. Travis corre até achar um doutor, chamado Kaufmann e pergunta-lhe sobre a garota, mas ele responde que não recebeu nenhum paciente e que está apressado, pegando assim um elevador. Confuso, Travis continua a procurar pelo hospital até que ele chega a uma sala com um grande espelho que reflete uma versão horripilante da sala. A garota que o levou até o fogo aparece de repente no reflexo e toca o espelho, fazendo com que ele faça o mesmo e o leve para o "Mundo Alternativo". Após lutar contra algumas entidades demoníacas, Travis acha um estranho objeto triangular com a palavra "Futuro" cravada no mesmo. A estranha garotinha aparece novamente e o leva até a sala de espera do hospital, que parece ter voltado ao normal. Ele encontra uma jovem enfermeira estagiária chamada Lisa Garland, que, depois de confirmá-lo que está tudo certo e dizer que a garotinha que ele havia socorrido (Alessa Gillespie) não fez isso, ele sai e decidi ir ao sanatório para falar com o Dr. Kaufmann. No caminho ele passa pelo açougue encontrando uma entidade estranha parecida com o Pyramid Head (dos jogos anteriores) que é um assassino frio que mata todos que aparecem pela frente, de enfermeiras a outras criaturas. Você o encontra dilacerando uma enfermeira, mas não o confronta, e assim continua seu rumo para o sanatório.
No sanatório, Travis se encontra com uma estranha mulher chamada Dahlia Gillespie, que lidera um grupo de religiosos. Ela então informa-lhe que a casa engolida pelo fogo era sua, e que a garota que ele retirou do fogo era filha dela. Ele exige saber por que ela não tentou salvar a sua própria filha e simplesmente deixou-a morrer. Ela ignora-o e vai embora. Ele então descobre os arquivos de uma paciente de 1960, que tentou matar seu filho e suicidar-se, e aparentemente vivia pedindo ao pai da criança para ele deixa-la ver seu menino. Travis eventualmente descobre que esta mulher é sua mãe Helen Grady e ele era o filho que ela tentou matar. Porém, ele não quer acreditar nesse fato de forma alguma, mesmo depois de ser obrigado (após um estranho e curto encontro com Lisa) a enfrentar um demônio manifestado da memória distorcida que ele tinha de sua mãe. Ele então acha outro estranho triângulo, desta vez com a palavra "Passado" gravada sobre o artefato, e mais uma vez encara a figura estranha de uma menina, a quem ele agora suspeita ser Alessa Gillespie, por ter conversado com sua mãe mais cedo. Ele tenta conversar com ela, mas acaba desmaiando.
Depois de acordar em um sofá no salão de entrada do sanatório, ainda se torturando pelo fato de descobrir que sua mãe era uma louca suicida que queria matá-lo. Quando estava saindo do sanatório acha um ticket de um teatro chamado "Autumn Theater", saindo do sanatório ele encontra no porta-mala de um carro (que está estranhamente ligado) uma chave para um lixão chamado "Lumber Yard", assim ele passa novamente pelo açougue, onde na entrada encontra a mesma enfermeira que o Butcher (a entidade estranha que apareceu no começo e dilacerou a enfermeira) matou, mais destroçada ainda. Depois de passar pelo lixão, você vai para os apartamentos Greenfield e assim chega ao "Autumn Theater" onde você encontra Lisa que fala que o teatro é o seu cantinho e que queria ser uma atriz, mas virou enfermeira por causa de sua mãe e sua avó e que queria sair de Silent Hill junto com Travis, mas Travis só ri um pouco da cara dela e deixa ela ir. Depois de viver várias emoções no teatro e conhecer uma entidade de quatro patas monstruosa, Travis acha um outro triângulo com as palavras gravadas "falsehood" ("falsidade") assim Alessa novamente aparece e faz Travis desmaiar. Ele acorda no salão principal do teatro e acha um cadáver ao seu lado, nele acha uma chave de um tal de "Riverside Motel", assim ele se lembra de que já esteve nesse mesmo teatro e aquele motel poderia trazer respostas.

## Desenvolvimento
Mesmo antes do lançamento do filme do Silent Hill em 2006 já havia especulações que a Konami estaria planejando fazer um remake do primeiro Silent Hill com a protagonista do filme Rose Da Silva no lugar do protagonista original, Harry Mason. Esta especulação se tornou ainda mais possível após uma entrevista com o diretor do filme, Christophe Gans, e uma lista de jogos futuros da Konami que incluía "Silent Hill: Original Sin" para o PlayStation Portable. O produtor de Origins, William Oertel, confirmou mais tarde a ideia de fazer um remake do primeiro jogo, mas a Konami a rejeitou.
Silent Hill: Origins foi anunciado primeiramente na E3 de 2006. As primeiras análises do jogo apresentavam uma mudança radical quanto ao estilo original do jogo, com a inclusão da visão de câmera do Resident Evil 4, entretanto Oretel disse sobre o jogo que "não estava virando FPS". Travis teria acesso a seis armas: três armas de mão (uma pá, um pneu de ferro e um martelo) e três armas de fogo (uma pistola de 9mm com mira, um revólver Magnum .44 e uma espingarda). Também havia planos para introduzir uma mira à laser para a pistola de Travis e um novo sistema de barricadas, que permitiria ao jogador bloquear o acesso dos monstros a algumas áreas usando alguns objetos improvisados. Nesta época, o jogo foi planejado para ser lançado no final de 2006.
Origins foi o primeiro jogo da série Silent Hill a não ser produzido pela própria equipe de produção da Konami, a "Team Silent", mas sim pela Climax Group. O compositor Akira Yamaoka não retornou para compor a trilha sonora do jogo, criando apenas algumas inspirações da trilha sonora do primeiro jogo.
Em Outubro de 2006, a Climax dos Estados Unidos demitiu metade dos seus empregados que estavam trabalhando em Origins por causa da circulação de rumores de que o jogo estava se tornando um desastre sob a gerência dela e que estavam dando "prazos irreais", e que a versão final do jogo estava sendo prevista para apenas "três ou quatro horas de jogabilidade". A produção do jogo foi consequentemente movida para o Reino Unido, como produtor oficial, por razões de assegurar que o produto final fosse "uma experiência Silent Hill", então a data de lançamento teve que ser estendida mais para a frente. Mais tarde, análises do jogo mostraram que a sua forma final tinha sido revertida ao estilo de jogabilidade dos jogos anteriores, acabando de vez com a câmera ao estilo Resident Evil 4. As mudanças foram bem recebidas pelos observadores.
Em 19 de agosto de 2007, uma demonstração do jogo foi divulgada para baixar em diversos sites da Internet. A Climax rapidamente negou que foram eles que colocaram aquele conteúdo disponível. O demo tem cerca de 643 MB e dura cerca de 25 minutos, sendo apenas uma demostração da área do hospital com direito a chefe ao final do mesmo. Porém, com alguns programas baixados na Internet era possível liberar o jogo completamente.

## Reação
Silent Hill: Ørigins recebeu boas notas nas suas análises, como mostra o próprio site:
- PSM Magazine - 8/10
- Electronic Game Monthly - 7,17/10
- GamePro - 4,5/5
- Play Magazine - 8,5/10
- IGN: 8.0
- GameSpot: 6.5
- GameTrailers: 7.7
- Gamestats: 8.3
- GameSpy: 4/5
- X-Play: 3/5
- GameRankings: 79.6% (baseado em 80 análises)
- Metacritic: 78/100 (baseado em 36 análises)
- Edge Magazine: 7/10

A maioria das notas de Silent Hill: Ørigins foram positivas. A X-Play avaliou o jogo em 3/5, afirmando que era "um ótimo jogo da série, mas que os quebra-cabeças eram um tanto quanto difíceis para quem não estava acostumado com eles". O jogo recebeu também a nota de 6.5 da GameSpot, que criticou o jogo dizendo que "ele não levou a série para uma nova direção, devido à sua inabalada fidelidade à 'formula Silent Hill'".

## Trilha sonora
A trilha sonora oficial de Silent Hill: Ørigins, composta por Akira Yamaoka, foi lançada no Japão em 25 de Janeiro de 2008. Ela tem 26 faixas do videogame.